# David Noon
David Roddis Noon (1878 — 26 de março de 1938) foi um ciclista britânico. Em 1908, participou da prova dos 100 quilômetros nos Jogos Olímpicos de Londres, defendendo as cores do Reino Unido.